# Au bord du volcan
Pour plus de détails, voir Fiche technique et Distribution.
Au bord du volcan (Action of the Tiger) est un film britannique et américain en CinemaScope réalisé par Terence Young, sorti en 1957.
Le titre anglais vient de la pièce Henri V de William Shakespeare. C'est le premier film où Terence Young travaille avec Sean Connery.

## Synopsis
Un aventurier vient en aide à des prisonniers politiques en Albanie.

## Fiche technique
- Titre : Au bord du volcan
- Titre original : Action of the Tiger
- Réalisation : Terence Young
- Scénario : Robert Carson (en), Peter Myers(adaptation) d'après un roman de James Wellard
- Distribution : Metro-Goldwyn-Mayer
- Photographie : Desmond Dickinson
- Musique : Humphrey Searle
- Montage : Frank Clarke
- Pays de production : Royaume-Uni et États-Unis
- Format : couleur Technicolor et CinemaScope
- Genre : Film d'action
- Durée : 93 minutes
- Dates de sortie :
  - Royaume-Uni : 22 août 1957
  - États-Unis : 30 août 1957
  - France : 6 août 1958

## Distribution
- Van Johnson : Carson
- Martine Carol : Tracy
- Herbert Lom : Trifon
- Gustavo Rojo : Henri
- José Nieto : Kol Stenho
- Helen Haye : la Comtesse
- Anna Gerber : Mara
- Anthony Dawson : officier de sécurité
- Sean Connery : Mike
- Yvonne Romain : Katina